# Ochraethes nigrescens
Ochraethes nigrescens là một loài bọ cánh cứng trong họ Cerambycidae.